# Stonewall-lázadás

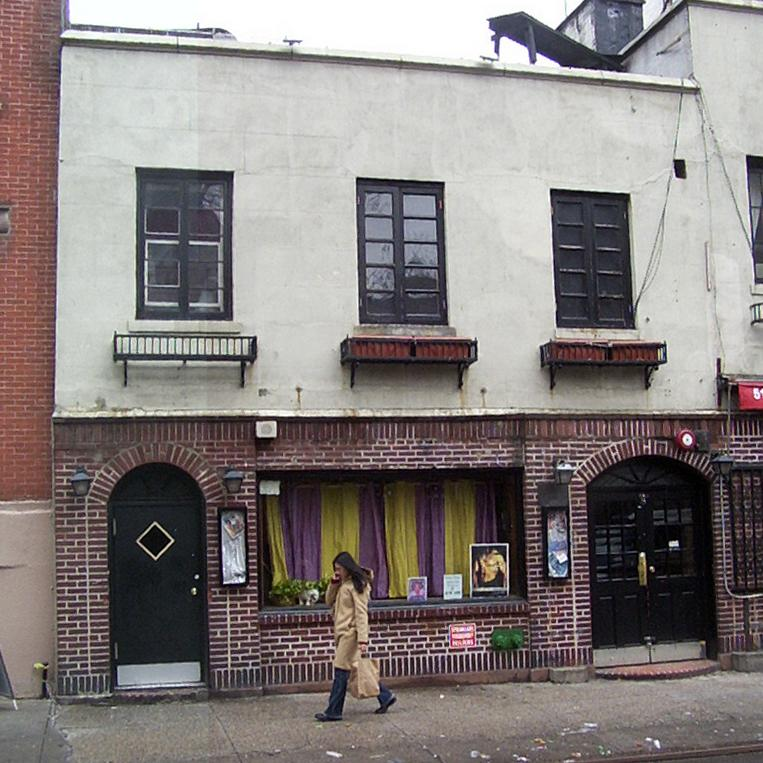
A Stonewall Inn bár épülete 2003-ban

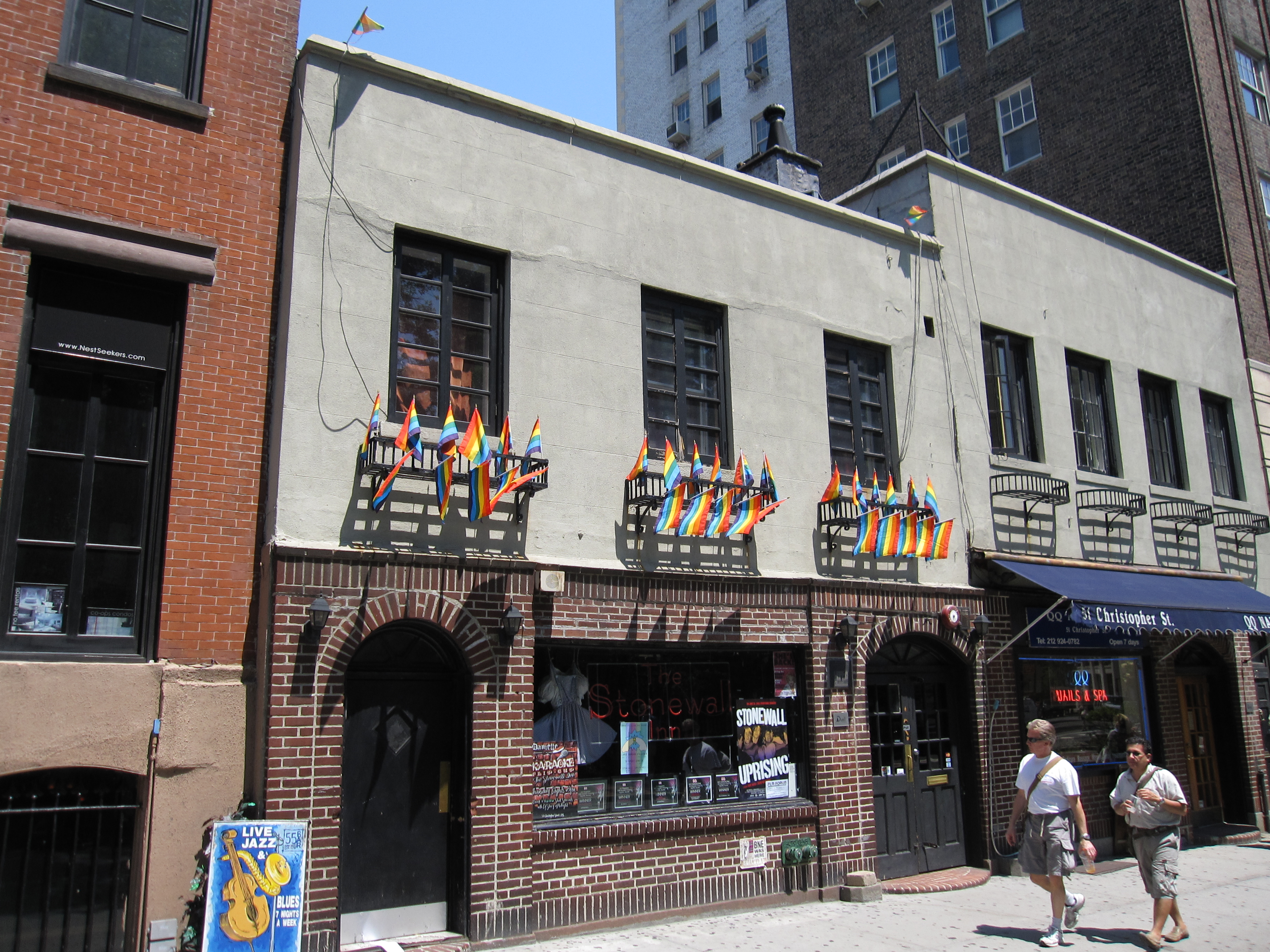
A Stonewall Inn emlékhely New York-ban, 2010-ben

A Stonewall-lázadás (vagy Stonewall-felkelés) a meleg (LMBT) közösség tagjainak spontán tüntetéseinek sorozata, amely 1969. június 28-án a kora reggeli órákban kezdődött, válaszul a a New York-i Manhattan Greenwich Village negyedében található Stonewall Inn kocsma vendégei ellen irányuló rendőrségi razziára.
Az LMBT amerikaiak az 1950-es és 1960-as években egy homofób jogrendszerrel szembesültek. Több tagállamban is bűncselekménynek számított az azonos neműek közti szexuális kapcsolat, amelyért börtönbüntetés vagy elektrosokk terápiával, lobotómiával és más orvosi eszközökkel végzett kényszergyógykezelés, esetleg kasztráció járt. Az Egyesült Államokbeli korai homoszexuális csoportok arra törekedtek, hogy bebizonyítsák: a melegek beilleszkedhetnek a társadalomba, és a nem konfrontatív ismeretterjesztést helyezték előtérbe. Az 1960-as évek végére azonban számos társadalmi-politikai mozgalom aktív volt, ideértve az afroamerikai polgárjogi mozgalmat és a vietnámi háború ellenes mozgalmat. Ezek a befolyások, valamint a Greenwich Village liberális környezete szolgáltak katalizátorként a Stonewall-lázadáshoz.
Nagyon kevés vendéglátó hely fogadott nyíltan meleg embereket az 1950-es és 1960-as években. Leginkább bárok álltak rendelkezésre, ám a bártulajdonosok és az üzletvezetők maguk ritkán voltak melegek. Abban az időben a Stonewall Inn a maffia tulajdonában volt. Vendégköre az LMBTQ közösség legszegényebb és leginkább perifériára szorult tagjai közül került ki: butch leszbikusok, nőies fiatal férfiak, drag queenek, férfi prostituáltak, transznemű emberek és hajléktalan fiatalok. A melegbárok ellen folytatott rendőrségi razziák az 1960-as években rutineseményeknek számítottak, ám a a Stonewall Inn esetében a rendőrök gyorsan elvesztették az események irányítását. A New York City-i rendőrség és Greenwich Village meleg lakosai közötti feszültség másnap este, majd napokkal később ismét kiélesedett. A Village lakói heteken belül aktivista csoportokat szerveztek azzal a céllal, hogy létrejöjjenek olyan biztonságos helyek a melegek és leszbikusok számára, ahol nyíltan vállalhatják szexuális irányultságukat a letartóztatás veszélye nélkül.
A Stonewall-lázadást követően fél éven belül két, konfrontációs taktikákra összpontosító melegaktivista szervezet jött létre New Yorkban, és három újságot alapítottak az LMBTQ személyek jogegyenlőségének előmozdítása érdekében. Néhány éven belül melegjogi szervezetek alakultak az Egyesült Államokban és a világ minden táján. 1970. június 28-án New Yorkban, Los Angelesben és San Franciscóban sor került az első meleg büszkeség-menetre, és Chicagóban is megemlékeztek a zavargások évfordulójáról. Hasonló felvonulásokat szerveztek más városokban is. A Stonewall Nemzeti Emlékművet 2016-ban hozták létre a helyszínen. Ma az LMBT Pride rendezvényeket évente az egész világon tartják június végén, a Stonewall-lázadásról megemlékezve. 2019. június 6-án James P. O'Neill New York-i városi rendőrbiztos hivatalosan elnézést kért a a New York-i Rendőrkapitányság nevében a rendőrök Stonewallnál 1969-ben elkövetett tetteiért.

## Háttér

### A homoszexualitás a 20. században az Egyesült Államokban
Barry Adam történész szerint a második világháború társadalmi változásait követően az Egyesült Államokban sok ember heves vágyat érzett arra, hogy „visszaállítsa a háború előtti társadalmi rendet és ellenálljon a változás erejének”. Az antikommunizmus országos ösztönzése során Joseph McCarthy szenátor meghallgatásokat folytatott az amerikai kormányban, az amerikai hadseregben és más kormányügynökségekben és intézményekben megbúvó kommunisták felkutatására, ami nemzeti paranoiához vezetett. Az anarchistákat, kommunistákat és más nem amerikainak tekintett embereket biztonsági kockázatként kezelték. Az Egyesült Államok Külügyminisztériuma az LMBTQ személyeket is ide sorolta azzal az indoklással, hogy ezek az emberek potenciálisan zsarolás áldozatai lehetnek. 1950-ben egy Clyde R. Hoey elnökletével folytatott szenátusi vizsgálat egy jelentésben megjegyezte: „Általánosan elfogadott tény, hogy a nyílt perverz cselekedeteket elkövető személyek nélkülözik a normális emberek érzelmi stabilitását” és a kormány összes hírszerző ügynöksége „teljes mértékben egyetért abban, hogy a szexuális perverzek a kormányzatban biztonsági kockázatot jelentenek”. 1947 és 1950 között 1700 szövetségi álláspályázatokat utasítottak el, 4380 főt szereltek le a katonaságból, és 420-at kirúgtak kormányzati állásaikból homoszexualitás gyanúja miatt.
Az 1950-es és 1960-as évek során az Egyesült Államok Szövetségi Nyomozó Irodája (FBI) és a rendőrségek nyilvántartották az ismert homoszexuálisok, kedvelt létesítményeik és barátaik listáját; a posta nyomon követte azokat a címeket, ahová a homoszexualitással kapcsolatos anyagokat kézbesítették. Állami és helyi önkormányzatok követték ezt a példát: a melegbárokat bezárták, ügyfeleiket letartóztatták és nevüket újságokban tették közzé. A városok „takarításokat” szerveztek a melegek által látogatott környékek, parkok, bárok és strandok megtisztítására. Tiltották az ellenkező nemű ruhák viselését, és az egyetemek kizárták azokat az oktatókat, akiket homoszexualitással gyanúsítottak.

### A Stonewall Inn
A Christopher Street 51-53. alatt található Stonewall Inn, valamint a város számos más vendéglátóhelyéhez hasonlóan a Genovese bűnözőklán tulajdonában állt.
1966-ban a maffia három tagja 3500 dollárt fektetett be, hogy a korábban étteremként és éjszakai klubként működő Stonewall Innt melegbárrá alakítsa át. Hetente egyszer egy rendőrtiszt kenőpénzt vett át egy borítékban, mert a hely nem rendelkezett italmérési engedéllyel. A bárpult mögött nem volt folyóvíz – a használt poharakat vízzel teli dézsákban kiöblítették, és azonnal újra felhasználták. Tűzkijáratok nem voltak, és a WC-k rendszeresen eldugultak. Noha a bárt nem használták prostitúcióra, drogértékesítésre és más „készpénzes tranzakciókra” sor került. Ez volt az egyetlen bár a melegek számára New York Cityben, ahol a tánc megengedett volt; a tánc volt a legfőbb vonzereje, miután melegklubként nyitott meg újra.
A bár látogatóit 1969-ben egy kidobó fogadta, aki megnézte őket az ajtóban lévő kémlelőnyíláson át. A törvényes alkoholfogyasztási életkor 18 év volt, és azért, nehogy véletlenül civil ruhás rendőröket engedjenek be (akiket „Lily Law”, „Alice Blue Gown” vagy „Betty Badge” azaz Törvény Lily, Kék Köpenyes Alice és Jelvény Betty gúnyneveken emlegettek), csak olyan vendégeket engedtek be, akiket a kidobó ismert, vagy akik melegnek néztek ki. A belépő hétvégén 3 dollár volt, ezért a vendég két, italra beváltható bónt kapott. A látogatóknak alá kellett írniuk nevüket egy könyvben annak igazolására, hogy a bár egy privát „bottle club” volt, amelyben a klubtagok által hozott alkoholt fogyasztották el és árusítás nem történt. Természetesen ritkán használták a valódi nevüket. A Stonewallban két táncparkett volt; a belső teret feketére festették, így bent nagyon sötét volt, pulzáló színes vagy UV-fényekkel. Ha rendőrök jelenlétét észleltek, akkor felkapcsolták a lámpákat, jelezve, hogy mindenki hagyja abba a táncot és ne érjenek hozzá egymáshoz. A bár hátsó részében egy kisebb helyiség volt, amelyet „királynők” látogattak; a Stonewall annak a két bárnak az egyike volt, ahol a sminket és nőies frizurát viselő (bár férfi ruházatba öltözött) férfiak jártak. A kidobók csak néhány transzvesztitát vagy teljesen átöltözött férfit engedtek be. A vendégek „98 százaléka férfi” volt, de időnként néhány leszbikus is ellátogatott a bárba. A közeli Christopher Parkban lakó hajléktalan kamasz fiúk gyakran megpróbáltak bejutni, hogy a vendégek italokat vásárolhassanak nekik. Az ügyfélkör kora jellemzően késői tizenéves és a korai harmincas évek között volt, és a faji összetétel egyenletesen oszlott meg a fehérek, feketék és latinók között. Az emberek változatossága, a helyszín és a tánc vonzerejének köszönhetően a Stonewall Inn volt „a város melegbárja”.
A melegbárokban gyakoriak voltak a rendőrségi razziák - minden bárban átlagosan havonta egyszer. Számos helyen tartalék italt tartottak a pult mögött található titkos rekeszben vagy egy utcán parkoló kocsiban, hogy az alkohol lefoglalása esetén a lehető leggyorsabban folytassák az üzletet. Az üzletvezetők a rendőrségi forrásaiknak köszönhetően általában már előre tudtak az ellenőrzésekről, amelyek elég kora este lezajlottak, így a rendőrség elvonulása után folytatódhatott az üzletmenet. Egy tipikus razzia során felkapcsolták a lámpákat, vendégeket pedig felsorakoztatták, és ellenőrizték igazolványukat. A nem azonosítható vagy az ellenkező nem ruháiba öltözött személyeket letartóztatták; a többieket hagyhatták elmenni. A nőknek legalább három női ruhadarabot kellett viselniük, ellenkező esetben letartóztatták őket. Az alkalmazottakat és a bárok üzletvezetőit általában szintén letartóztatták. Az 1969. június 28-át közvetlenül megelőző időszakot a helyi bárok gyakori rendőri zaklatása jellemezte – ideértve a zavargások előtti kedden a Stonewall Innben történt razziát –, valamint a Checkerboard, a Tele-Star és két másik klub bezárását a Greenwich Village-ben.
David Carter kutatásai alapján a Stonewall maffiához tartozó tulajdonosai zsarolták a tehetősebb vendégeket, különösen a Financial District  dolgozóit. A zsarolás feltehetően jobban jövedelmezett, mint a szeszesital árusítása a bárban. Carter arra következtet, hogy amikor a rendőrség nem jutott hozzá az ebből a tevékenységből származó kenőpénzekhez, elhatározták, hogy örökre bezárják a Stonewall Innt.

## A lázadás

### A razzia

A Stonewall Inn alaprajza, 1969

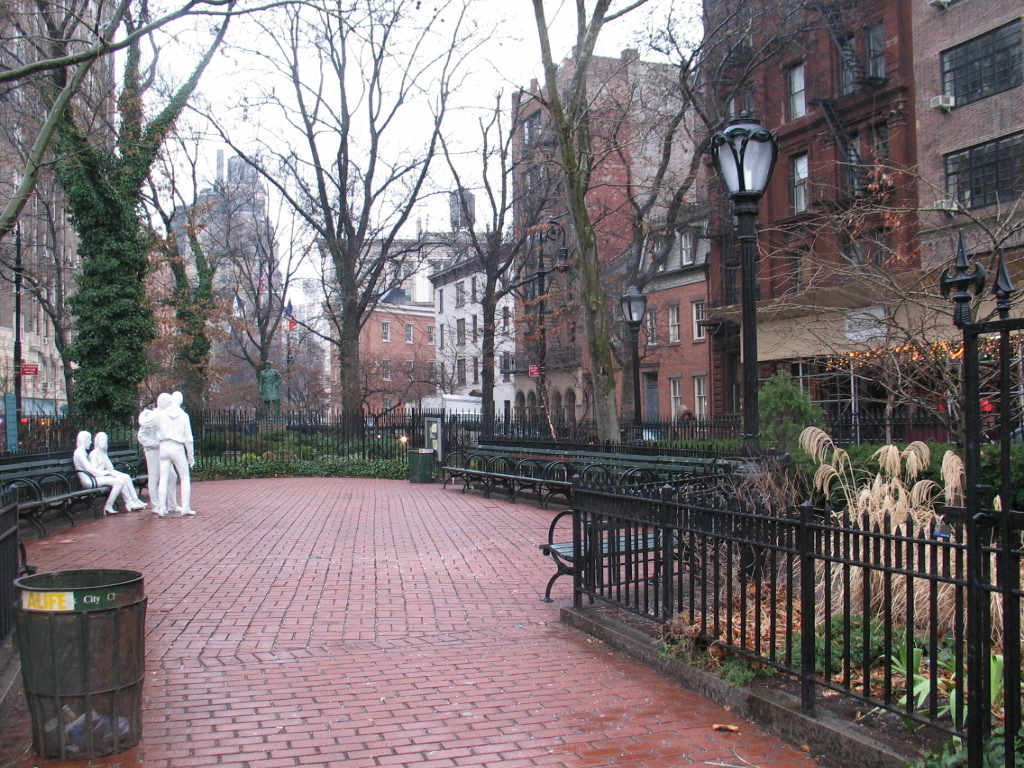
A meleg felszabadítási emlékmű a New York-i Manhattan Greenwich Village negyedében lévő Christopher Parkban, a két álló férfit és két ülő nőt ábrázoló installáció a Stonewall-lázadásnak állít emléket

Két-két álruhás rendőrnő és rendőr aznap késő este belépett a bárba vizuális bizonyítékok gyűjtése céljából, miközben az erkölcsrendészeti osztag kint várta a jelzést. Miután készen álltak, az álruhás tisztek erősítést kértek a hatodik körzetből a bár fizetős telefonján. A Stonewall alkalmazottai nem emlékeznek arra, hogy megkapták volna a szokásos fülest az aznap esti razziáról, szerintük volt olyan pletyka, hogy készül valami, de mivel sokkal később volt már a razziák megszokott időpontjánál, a Stonewall vezetése a tippet pontatlannak tartotta.
1969. június 28-án hajnali 1:20-kor négy civil ruhás és két egyenruhás rendőrtiszt, Charles Smythe nyomozóval és Seymour Pine felügyelő-helyettessel a Stonewall Inn kétszárnyú ajtajához léptek, és bejelentették: „Rendőrség! Átvesszük a helyet!” A zene elhallgatott, és felkapcsolták a fő világítást. Körülbelül 205 ember volt a bárban aznap este. Azok a vendégek, akik soha nem tapasztaltak még razziát, összezavarodtak. Néhányan, akik rájöttek, hogy mi történik, a mosdók ajtajai és ablakai felé indultak, de a rendőrség elzárta az ajtókat. Michael Fader visszaemlékezése szerint[forrás?]
„A dolgok olyan gyorsan történtek, hogy fel sem fogtuk. Hirtelen rendőrök jelentek meg, és azt mondták, hogy mindannyian álljunk sorba, és készítsük elő az igazolványunkat, amíg kivezetnek a bárból.”
A rajtaütés nem a tervek szerint alakult. A szokásos eljárás a vendégek felsorakoztatása, személyazonosságuk ellenőrzése volt, a női rendőrök pedig nőnek öltözött vendégeket vezettek a fürdőszobába, hogy ellenőrizzék nemüket, majd minden olyan férfit letartóztattak, aki fizikailag férfinak tűnt, de nőnek öltözött. Aznap éjjel a nőknek öltözöttek nem voltak hajlandók a tisztekkel menni. A sorban álló férfiak kezdték megtagadni, hogy igazolják magukat. A rendőrség úgy döntött, hogy mindenkit bevisz a rendőrkapitányságra, miután a bár hátsó helyiségében különválasztották a cross-dressinggel gyanúsítottakat. Maria Ritter, akit családjában Steveként ismertek, és nem tudtak arról, hogy ő nőként azonosítja magát, felidézte: „A legnagyobb félelmem az volt, hogy letartóztatnak. A második legnagyobb félelmem az volt, hogy megjelenik a képem egy újságban vagy televíziós riportban anyám ruhájában!” A vendégek és a rendőrök egyaránt úgy emlékeznek vissza, hogy nagyon gyorsan terjedt egy kényelmetlen érzés, amelyet a rendőrség is szított azzal, hogy néhány leszbikust „illetlen helyeken tapogattak”, miközben kiszorították őket a bárból.
A rendőrségnek járőrkocsikban tervezte elszállítani a bár alkoholkészletét. Huszonnyolc rekesz sört és tizenkilenc üveg tömény italt foglaltak le, de a rabszállító autók még nem érkeztek meg, így a vendégeknek körülbelül 15 percet kellett várakozniuk sorba állítva. Azokat, akiket nem tartóztattak le, elengedték a bejárati ajtó előtt, de ők a szokásostól eltérően nem távoztak azonnal a helyszínről. Ehelyett kint álltak meg, és egyre nagyobb csoportokban figyelték az eseményeket. Perceken belül 100–150 ember gyűlt össze kint: néhányan azután, hogy kiengedték őket a Stonewall belsejéből, mások miután észrevették a rendőrautókat és a tömeget. Bár a rendőrség erőszakosan kiszorított vagy kirúgott néhány vendéget a bárból, a rendőrség által elengedett vendégek egy része eltúlzott módon pózolt és tisztelgett nekik, amelyet a tömeg tetszésnyilvánítása tovább ösztönzött. 
Mire az első rabszállító kocsi megérkezett, Pine felügyelő visszaemlékezése szerint a többségében homoszexuálisokból álló tömeg már legalább a tízszerese volt a letartóztatottaknak, és mindannyian nagyon elcsendesedtek. A rádiós kommunikációban bekövetkezett félreértés késleltette a második kocsi érkezését. A rendőrség a maffia tagjait az első kocsihoz kezdte kísérni a nézők ujjongva közepette. Ezután a rendes alkalmazottakat is beterelték a kocsiba. Egy néző azt kiáltotta: „Meleg hatalom!”, Valaki elkezdte énekelni a We Shall Overcome című dalt, és a tömeg általános jókedvvel reagált, de ez „növekvő és intenzív rosszindulattal” keveredett. Egy tiszt meglökött egy transzvesztitát, aki válaszul a táskájával fejbe csapta, amire a tömeg zúgolódni kezdett. Az arra járó Edmund White író felidézte: „Mindenki nyugtalan, dühös és lelkes. Senkinek nincs szlogenje, senkinek nincs célja, de valami forr”. Aprópénzzel, majd sörösüvegekkel dobálták meg a kocsit, amikor a tömegben elterjedt a pletyka, hogy megverték a még bárban lévő vendégeket.
Dulakodás robbant ki, amikor egy megbilincselt nőt többször is a rendőri kocsiig próbáltak vinni a bár ajtajától. Minden alkalommal kiszabadította magát, és káromkodva, kiabálva mintegy tíz percig harcolt négy rendőrrel. A „tipikus New York-i butchnak” leírt nőt egy tiszt fejbevágta a tonfával, miután amint azt egy tanú állította, arra panaszkodott, hogy bilincse túl szoros. Járókelők emlékei szerint a nő, akinek személyazonossága továbbra sem ismert (néhányak, köztük ő maga szerint is Stormé DeLarverie volt az, de a beszámolók eltérnek) hívta harcba a tömeget, amikor a nézőkre nézett és azt kiabálta: „Miért nem csináltok valamit, srácok?” Miután egy tiszt felemelte és a kocsi hátuljába dobta, a tömeg őrjöngeni kezdett: „Ebben a pillanatban lett a helyzet robbanásveszélyes.”

### Kitör az erőszak
A rendőrök megpróbálták megfékezni a tömeg egy részét, és néhány embert leütöttek, ami még jobban felbőszítette a járókelőket. A rabszállítóban megbilincseltek közül néhányan megszöktek, amikor a rendőrök (egyes szemtanúk szerint szándékosan) őrizetlenül hagyták őket. Amikor a tömeg megpróbálta felborítani a rabszállítót, két rendőrautó és a furgon - néhány kilyukasztott kerékkel - azonnal távozott, Pine felügyelő pedig sürgette őket, hogy minél hamarabb térjenek vissza. A felfordulás még több embert vonzott, akik megtudták, mi történik. Valaki a tömegből kijelentette, hogy a bárban azért razziáztak, mert "nem fizették ki a zsarukat", mire valaki más azt kiáltotta: "Fizessük ki őket!" Érmék szálltak a levegőben a rendőrök felé, miközben a tömeg "Disznók!" és "Köcsög zsaruk!" kiabált. Sörösdobozokat dobáltak, a rendőrök pedig lecsaptak, szétoszlatva a tömeg egy részét, akik a közelben egy építkezési területet találtak, ahol téglák voltak. Az 500-600 fős túlerővel szemben a rendőrség több embert is elkapott, köztük az aktivista folkénekest (és Bob Dylan mentorát) Dave Van Ronkot - aki a Stonewalltól két házzal arrébb lévő bárból figyelt fel a lázadásra. Van Ronk ugyan nem volt meleg, de megtapasztalta a rendőri erőszakot, amikor háborúellenes tüntetéseken vett részt: "Ami engem illet, bárki, aki kiállt a zsaruk ellen, nekem megfelelt, és ezért maradtam ... Minden alkalommal, amikor megfordultál, a zsaruk valamilyen gyalázatot követtek el." Van Ronk volt az első a tizenhárom őrizetbe vett személy közül azon az éjszakán. Tíz rendőr - köztük két rendőrnő - elbarikádozta magát, Van Ronkot, Howard Smith-t (a 'The Village Voice rovatvezetőjét) és néhány megbilincselt őrizetest a Stonewall Innben saját biztonságuk érdekében.
A zavargásról szóló több beszámoló is azt állítja, hogy a tüntetés nem volt előre megszervezve, és nem volt nyilvánvaló oka a demonstrációnak; ami ezután következett, az spontán volt. Michael Fader kifejtette:
Mindannyian úgy éreztük, hogy elegünk van ebből a szarságból. Nem volt semmi kézzelfogható, amit bárki mondott volna bárkinek is, csak olyan volt, mintha az évek során minden aznap este, azon a bizonyos helyen csúcsosodott volna ki, és ez nem egy szervezett tüntetés volt... A tömegben mindenki úgy érezte, hogy soha többé nem megyünk vissza. Ez volt az utolsó csepp a pohárban. Itt volt az ideje, hogy visszaszerezzünk valamit, amit mindig is elvettek tőlünk... Mindenféle ember, mindenféle okból, de leginkább a teljes felháborodás, düh, bánat, minden együtt, és minden csak úgy szaladt a maga útján. A rendőrség volt az, aki a legtöbb pusztítást végezte. Mi tényleg megpróbáltunk visszajutni és kiszabadulni. És úgy éreztük, hogy végre szabadságunk van, vagy legalábbis szabadságunk, hogy megmutassuk, hogy szabadságot követelünk. Nem fogunk szelíden sétálni az éjszakában, és hagyni, hogy félrelökjenek minket - olyan volt, mintha először állnánk ki a helyünkön, méghozzá nagyon határozottan, és ez volt az, ami meglepte a rendőrséget. Volt valami a levegőben, a szabadság már régóta esedékes volt, és mi küzdeni akartunk érte. Ez különböző formákat öltött, de a lényeg az volt, hogy nem akartunk meghátrálni. És nem is tettük.

## Fordítás
- Ez a szócikk részben vagy egészben  a   Stonewall riots című angol Wikipédia-szócikk ezen változatának fordításán alapul.  Az eredeti cikk szerkesztőit annak laptörténete sorolja fel. Ez a jelzés csupán a megfogalmazás eredetét és a szerzői jogokat jelzi, nem szolgál a cikkben szereplő információk forrásmegjelöléseként.